# 타나메라역

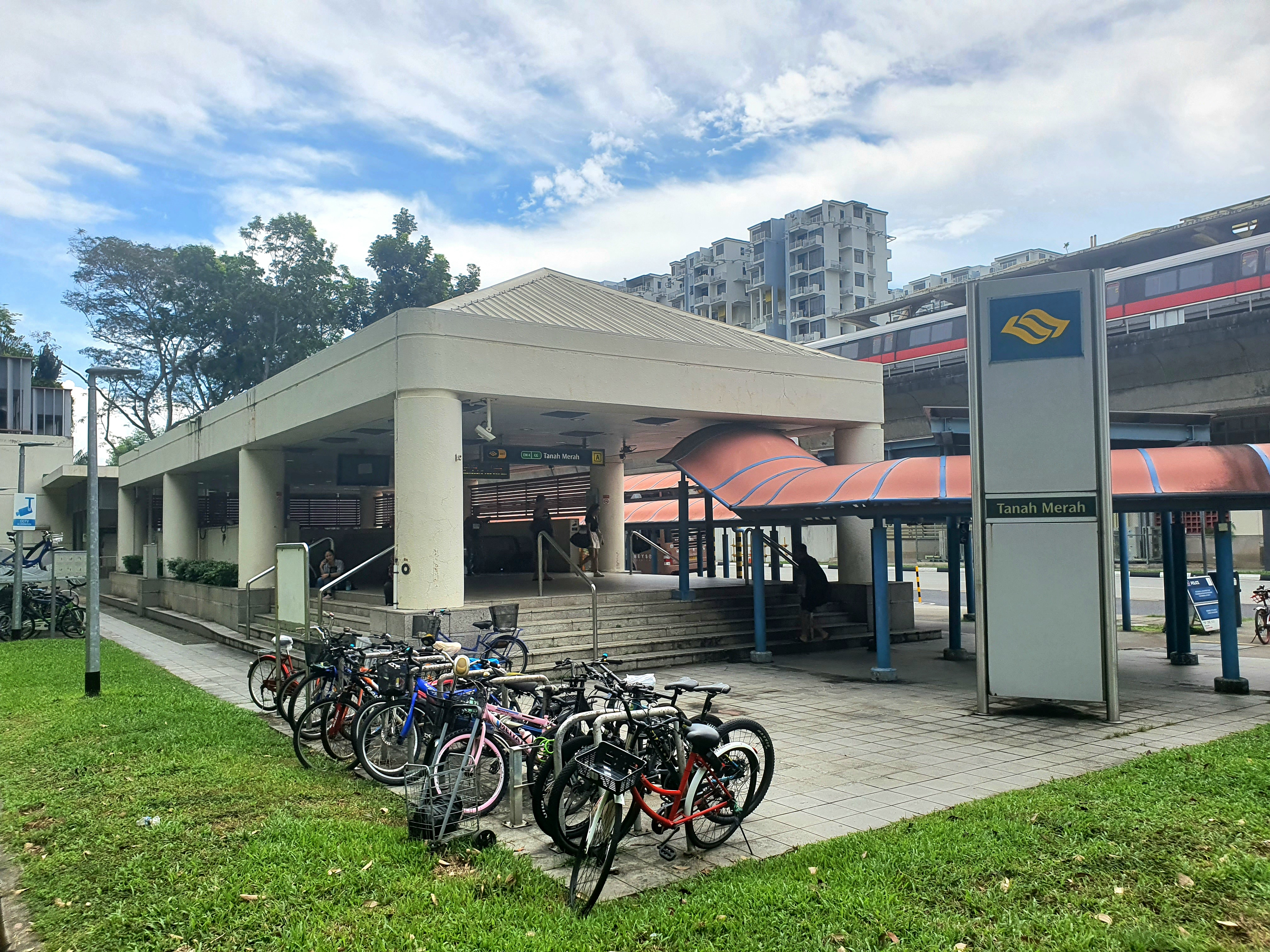

타나메라역(Tanah Merah MRT station)은 이스트웨스트선(EWL)의 고가 MRT(Mass Rapid Transit) 역이다. 싱가포르 베독(Bedok)에 위치한 이 역은 뉴 어퍼 창이 로드(New Upper Changi Road)를 따라 있으며 카사 메라(Casa Merah)를 포함한 다양한 주거 개발 단지에 서비스를 제공한다. 창이 공항역으로 가는 EWL 지점의 종착역이다.
건설 당시 임시 MRT 역으로 명명된 이 역은 1989년 11월 4일에 개통되었다. 이 역은 엑스포 역 개통 이후 2001년 1월 10일에 창이 공항 지점을 운행하기 시작했다. 2014년에는 창이 공항 지점의 운행 횟수를 늘리기 위해 역이 4개의 플랫폼으로 확장될 예정이다. 2019년 5월 25일, TEL이 2040년까지 창이 공항 5번 터미널로 확장된 후 창이 공항 지점을 인수하면 타나 메라 역이 톰슨-이스트 코스트 노선(TEL)과 교차할 것이라고 발표되었다.